# Ministerium für Information und Kommunikationstechnologie
Das Ministerium für Information und Kommunikationstechnologie (MICT; englisch Ministry of Information and Communication Technology) ist das Kommunikationsministerium von Namibia.
Das Ministerium war seit der Unabhängigkeit Namibias als Ministerium für Information und Rundfunk (Ministry of Information & Broadcasting) bekannt, war dann 2000–2005 Teil des Außenministeriums und ist seit 2005 unter seinem heutigen Namen bekannt. Es wurde seit Februar 2018 von Stanley Simataa als Minister geleitet, ehe am 23. März 2020 Peya Mushelenga Minister wurde. Am 9. Februar 2024 wurde die erst 27-jährige Emma Theofelus zur Ministerin ernannt.

## Aufgaben
Zu den Aufgaben des Ministeriums gehört die Planung und Implementierung neuer Technologien sowie die Registrierung von Medien und die Erteilung von Lizenzen im Medien- und Kommunikationsbereich.
- Erteilung von Rundfunklizenzen
- Drehgenehmigungen
- Zuteilung von Rundfunkfrequenzen
- Urheberrecht
- Informationsweitergabe
- Akkreditierung von Medienschaffenden
- Registrierung und Genehmigung ausländischer Journalisten
- Registrierung von Zeitungen
- Filmproduktion